# Tibet Post International
Pour les articles homonymes, voir TPI.
Le Tibet Post International (TPI), le plus souvent nommé par son nom abrégé Tibet Post, est un journal en ligne publié quotidiennement par des journalistes tibétains. À partir de 2012, il se décline aussi en un journal bimensuel. Son site web d'information est censuré en Chine, toutefois l'ONG Reporters sans frontières a mis en place un site miroir permettant de contourner la censure. 

## Histoire

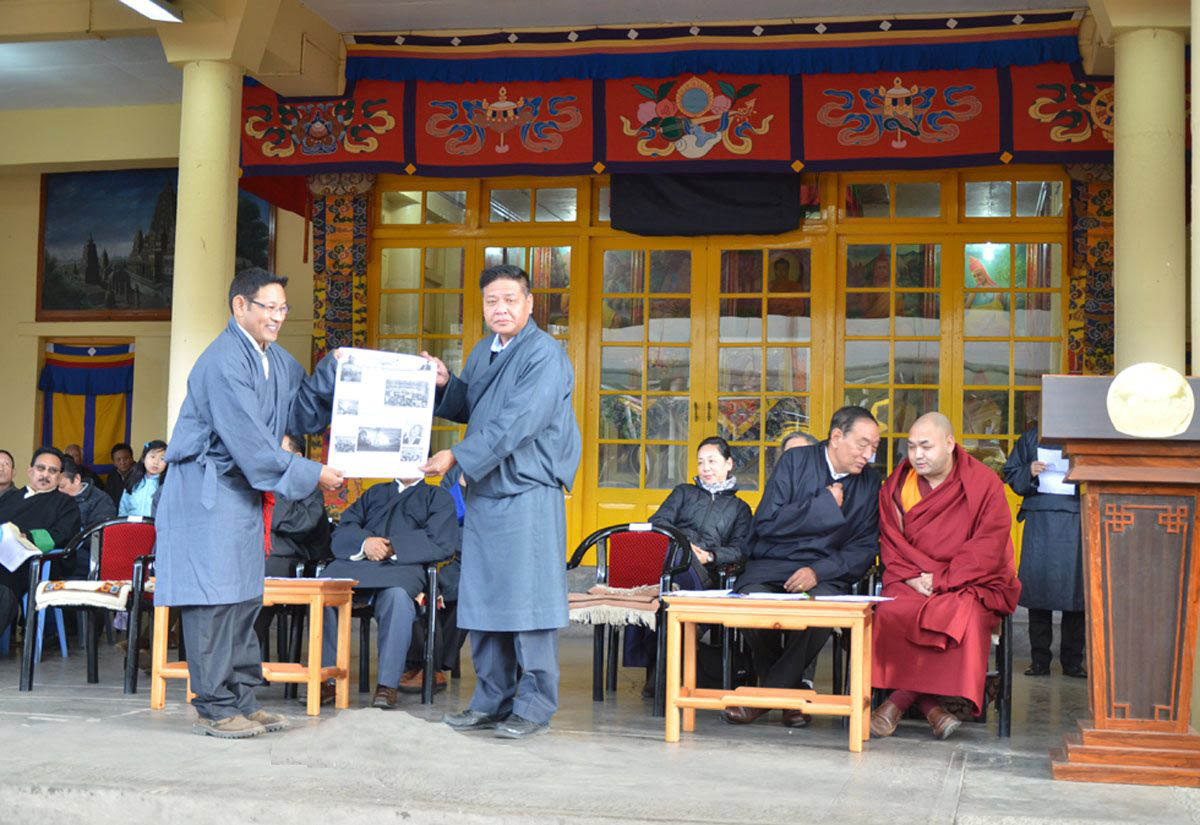
Lancement du bimensuel du Tibet Post le 10 décembre 2012 en présence de Penpa Tsering.

Le journal fut créé le 10 décembre 2007 par des Tibétains en exil de Dharamsala dans l'Himachal Pradesh, une région himalayenne du nord de l'Inde. Il est publié en trois langues : anglais, tibétain et mandarin. Depuis mai 2008 il a été lu par plus de 9 millions de personnes et maintient un lectorat général situé entre 500 et 10 000 lecteurs par jour. 
Le journal fonctionna initialement avec une équipe de 7 membres salariés. Son fondateur, Yeshe Choesang (en), ne préleva pas de salaire du journal pendant 6 ans. Choesang et des bénévoles, pour la plupart des étrangers d'Europe, des États-Unis et d'Australie écrivent des articles en anglais, traduits en tibétain et en chinois par l'équipe.
Les droits de l'homme, la lutte contre la censure et la cause tibétaine en Chine sont les motivations profondes de l'organisation non gouvernementale (ONG) à but non lucratif  Himalayan Literacy Trust qui est à l'origine de la création du Tibet Post. Cet organisme est affilié à RSF et d'autres ONGs défendant la liberté de la presse à l'intérieur et à l'extérieur de l'Inde. La  Himalayan Literacy Trust met spécialement l'accent sur la situation de la liberté d'expression en Chine et au Tibet.
En plus de sa publication quotidienne, le Tibet Post se décline à partir de 2012 en un journal de huit pages bimensuel couvrant un large éventail de nouvelles et événements de l'intérieur du Tibet et du monde tibétain en exil. Ce journal est lancé par Penpa Tsering, président du parlement tibétain en exil, au temple principal du dalaï-lama à McLeod Ganj lors d'un événement de solidarité global avec le Tibet du cabinet des ministres tibétains. La date du lundi 10 décembre 2012 fut choisie pour coïncider avec la Journée internationale des droits de l'homme et l’anniversaire de l'attribution du prix Nobel de la paix au dalaï-lama.
En mars 2015, dans le cadre de la Journée contre la censure sur Internet, RSF engage l'opération baptisée « liberté collatérale » et met  en ligne des sites miroirs de neuf sites d'information censurés, dont celui de Tibet Post International qui est interdit en Chine,.

## Contenu
Pour l'agence de presse Union of Catholic Asian News (en), l'objectif de Tibet Post est de promouvoir la démocratie au sein des communautés tibétaines. L'ONG Reporters sans frontières (RSF) qualifie les plateformes censurées comme Tibet Post International  de « connues pour leur sérieux et leur indépendance dans le traitement de l’information ».
Le journal fournit également des nouvelles sur les questions liées au Tibet.

## Siège et équipe

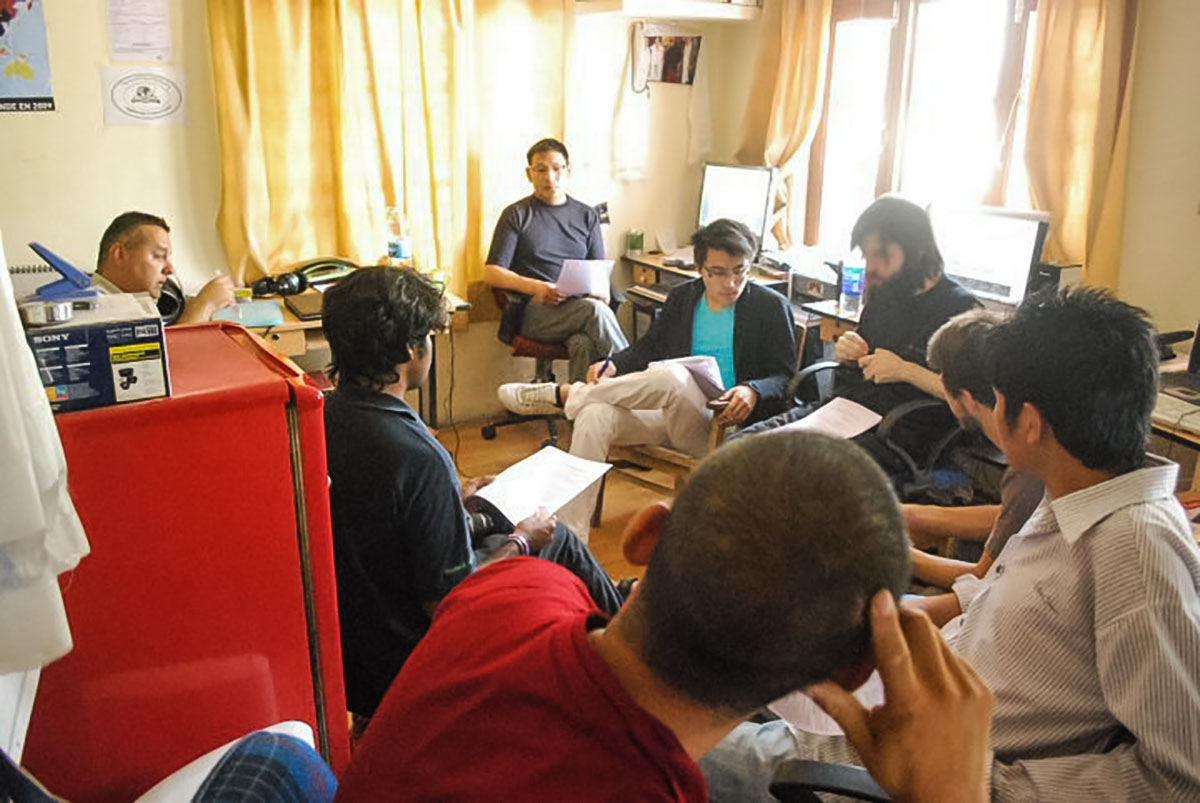
TPI a été fondée par un groupe de journalistes tibétains dont le but déclaré est de promouvoir la démocratie par la liberté d'expression au sein des communautés tibétaines, en exil et au Tibet.

Le siège du Tibet Post est situé à Dharamsala dans le district de Kangra, en Himachal Pradesh au nord de l'Inde. Le Tibet Post est soutenu par le Parlement régional du Tyrol du Sud, en Italie, et reçoit aussi des subventions de l'Inde, de l'Autriche, de Taiwan, du Royaume-Uni et des États-Unis[réf. nécessaire]. Son rédacteur en chef est Yeshe Choesang. Les autres membres de l'équipe sont Keary Huang (qui supervise la version chinoise du Tibet Post depuis Taipei à Taiwan), Kalsang Dolma (éditeur adjoint pour la version tibétaine), et James Dunn (journaliste pour le Tibet Post Europe).

## Ligne éditoriale
La ligne éditoriale du Tibet Post est centrée sur les questions liées au Tibet, suivant de près les développements au Tibet et les activités et le fonctionnement des institutions démocratiques de la communauté en exil.
L'objectif du Tibet Post est de plaider en faveur de la démocratie, de la paix, de la justice, du pluralisme politique et de la primauté du droit dans la société tibétaine, ainsi que de donner la parole aux habitants des trois provinces tibétaines. Ces objectifs sont guidés par les principes de non-violence et de compassion.

## Audience
Selon le site Alexa, les internautes consultant le site thetibetpost.com viennent principalement de trois pays : les États-Unis (21,8 %), Hong Kong (République populaire de Chine) (15,9 %) et l'Inde (9,1 %). En dépit du blocage du site de TPI par les autorités chinoises, le nombre d'internautes chinois le consultant en Chine s’accroît selon RSF. En un an, ses sites miroirs de TPI pour son opération « liberté collatérale » de 2015, ont été consultés 247 mille fois, avec une moyenne de 691 consultations par jour.
Le site du Tibet Post est une sources d'informations majeure sur le Tibet, pour la communauté internationale mais aussi pour les lecteurs chinois, dont le nombre augmente malgré le blocage de son site par les autorités chinoises. Avec ses sources en Chine, TPI couvre la censure et la suppression de la liberté d'information et donne fréquemment des informations exclusives sur les Tibétains tentant d'informer le monde de leur situation. Dhondup Wangchen et Jigme Gyatso, deux journalistes tibétains arrêtés pour avoir tourné un documentaire à l'approche des Jeux olympiques de Pékin, ont reçu un soutien actif de TPI depuis leur arrestation en 2008 jusqu'à la libération de Wangchen en 2014,. En mars 2021, TPI indique que Rinchen Tsultrim, un moine tibétain de la région autonome du Tibet est condamné à quatre ans et demi de prison pour avoir contacté des Tibétains à l'étranger. Ce n'est qu'en août 2021 que les autorités chinoises admettent sa condamnation à quatre experts en droits humains des Nations unies.